# Hermanas Misioneras de María Inmaculada y Santa Catalina de Siena
La Congregación Hermanas Misioneras de María Inmaculada y Santa Catalina de Siena, cuyas asociadas son más conocidas como hermanas Lauritas, es una congregación religiosa católica fundada por Laura Montoya Upegui en el año 1914 en Dabeiba, Antioquia.
Hablar de las misioneras de la Madre Laura, es hablar, desde sus inicios, de la feminidad latinoamericana. Es hablar de la presencia del rostro materno del Dios de la historia en las realidades más difíciles de nuestro continente. De la Palabra viva que busca devolverle la vida a hombres y mujeres de la selva, del páramo, de los rincones inhóspitos de países en donde muchos seres humanos se preguntan: ¿Por qué unos lo tienen todo y otros carecemos de todo? ¿Por qué no tenemos derechos?
Es hablar, en su origen de la mujer colombiana que nacida en las montañas de Antioquia a finales del siglo XIX se sintió empujada por la fuerza del Espíritu desde muy temprana edad a vivir la dimensión del servicio fraterno buscando hacer más digna y más humana la vida de hermanas que por ser diferentes en su cultura, estuvieron arrinconados en las selvas de Colombia por muchos siglos, desde la época colonizadora de los grandes imperios europeos de mediados del segundo milenio.
Esa mujer, llamada Laura Montoya Upegui, sintió en su corazón el clamor y el dolor de los pueblos indios y negros de Latinoamérica. Porque para ella, "fue indio todo anhelo, india la luz que le promete el cielo y también indio el corazón de Dios" (Jorge Robledo Ortiz). Al experimentar en ella el amor paternal de Dios, sintió volverse madre espiritual de los indios y desechados de la sociedad.
Quería hacerles sentir, como ella había sentido, el amor de Dios Padre que nos crea, de Dios Hijo que nos salva y de Dios Espíritu que nos ilumina y fortalece. Laura fue una convencida de que sólo a través de la toma de conciencia de la filiación divina se puede dinamizar un proceso de dignificación en libertad y justicia que garanticen la vida, la realización y la felicidad, el amor a la vida y el respeto a ella, el uso los derechos y la responsabilidad de los deberes. Su ideal fue caminar con ellos, a su ritmo hasta llevarlos a recuperar aquella autonomía creadora que habían perdido y que en nuevas condiciones dignas y dignificantes vivieran su identidad en medio del nuevo mundo que había surgido a partir de la colonia y la conquista.
Esta congregación de Misioneras de María Inmaculada y Santa Catalina de Sena, actualmente está constituífda por mujeres de diversas nacionales, constituyendo la mayor riqueza de ésta, como lo dicen sus constituciones
Hoy las misioneras de la Madre Laura, construyen, desarrollan y acompañan diversos proyectos y procesos que emanan de las pastorales indígenas, afro, afrocaribeña y campesina,  en coordinación con la Iglesia Local y las organizaciones propias de los pueblos que acompañan.
(REVISAR ESTILO DEL ARTÍCULO, EXCESIVAMENTE AMPULOSO Y POCO OBJETIVO)